# Selim (canção)
Selim é uma canção da banda brasileira Raimundos, gravada em seu álbum de estreia homônimo de 1994. Lançada como single contra a vontade da banda, se tornou o primeiro grande sucesso radiofônico do grupo, alavancando as vendas do álbum e colocando a banda em evidência. Chegou a ter trechos censurados e sua execução suspensa em algumas cidades do Brasil. Uma vinheta da música em versão pagode aparece no álbum Só no Forevis (1999). Foi regravada pela banda Ultraje a Rigor no álbum O Embate do Século: Ultraje a Rigor vs. Raimundos (2012).
Fez parte da trilha sonora do reality show Casa dos Artistas, do SBT.

## Letra e composição
Segundo os integrantes, a ideia da música surgiu durante um passeio de carro pela avenida W3 em Brasília. Ao observar mulheres andando de bicicleta no local, Titi, amigo da banda, cantarolou: "Eu queria ser o banquinho da bicicleta". Na sequência, os outros ocupantes completaram os versos de forma espontânea. O restante da canção foi finalizado por Rodolfo durante um churrasco em 1990. Classificada pela imprensa como um "heavy-sertanejo", apresenta um ritmo dançante com violões, riffs característicos e um interminável solo de guitarra. Os vocais simulam de forma irônica a música brega e cantores românticos.

## Lançamento e impacto
A música foi gravada pela primeira vez na demo "Forrócore" de 1990, em uma versão levemente diferente. Inicialmente a banda não planejava inclui-la em seu álbum de estreia. A canção era "odiada" pelo grupo devido a sua sonoridade brega e o fato de ser mais longa e mais leve do que as outras músicas do repertório. Segundo o baixista Canisso, a canção era sempre a última a ser tocadas nos shows da banda com o intuito de irritar os contratantes. Após muito insistência do produtor Miranda, a banda, contrariada, gravou a canção nas últimas duas horas disponíveis em estúdio, com a participação de Nando Reis na viola. Também foi produzida uma versão acústica, presente apenas nas versões em CD.
Quando o álbum chegou ás lojas, ainda não havia um consenso sobre qual era de fato a música de trabalho. Nega Jurema já possuía clipe rodando na MTV, enquanto Puteiro em João Pessoa havia sido enviada ás rádios de rock. Foi o radialista Tatola quem se interessou por Selim e a incluiu na programação da rádio Transamérica de São Paulo. Em poucos dias a canção se tornou uma das mais requisitadas pelos ouvintes, se espalhando pelas outras filiais da rede de norte a sul do Brasil. Consequentemente foi selecionada pela rival Jovem Pan e se tornou um hit nacional, catapultando a banda ao mainstream brasileiro. Posteriormente chegou às seis emissoras de maior audiência do país que na época praticamente só tocavam Axé e dance music. As vendas do álbum saltaram rapidamente de 10 para 40 mil cópias, ultrapassando os 30 mil projetados pela gravadora, alcançando meses depois as 100 mil cópias vendidas e a certificação de disco de ouro. Os integrantes da banda chegaram a demonstrar certo desconforto em relação ao sucesso de Selim, afirmando que a música não representava a sonoridade real da do grupo e que mesmo possuindo o mesmo linguajar chulo de suas outras músicas, só era executada por causa de sua roupagem popular. Apesar disso, reconheceram que esse fato fez com que diversos tipos de público pudessem conhecer o trabalho do grupo.

### Censura e incidente em Santo Ângelo
Apesar do sucesso, Selim levantou polêmica na época por causa de sua letra considerada obscena, sendo chamada de "balada pornô-erótica" pela imprensa. Pais e educadores afirmavam que o teor da música era "prejudicial à educação dos adolescentes e distorce valores como o amor e o carinho", além de sua letra se tornar objeto de análise entre estudiosos. As emissoras da rede Transamérica passaram a inserir um bipe nos trechos que continham as palavras ânus e vagina após reclamações de patrocinadores.
Em dezembro de 1994, João da Costa Batista Saraiva, juiz da Vara da Infância e Juventude da cidade de Santo Ângelo no Rio Grande do Sul, enviou um comunicado às rádios da cidade solicitando a suspensão das execuções da canção. Ele alegou, entre outras coisas que "O Selim não é cultura, nem arte, influência negativamente os jovens, não ajuda na preservação de valores e provoca estragos nos adolescentes." A proibição acabou tendo o efeito contrário e os pedidos dos ouvintes pela música só aumentaram. Como consequência, a banda foi contratada para tocar na cidade. O juiz tentou embargar o show proibindo a entrada de menores de idade e colocando policiais no entorno do local. Mesmo assim o contratante abriu as portas do local para todos e o show ocorreu normalmente. Este fato é citado na música A Mais Pedida, do álbum Só no Forevis.

## Ficha técnica
- Rodolfo Abrantes - Vocais
- Digão - Guitarra
- Canisso - Baixo
- Fred - Bateria
- Guilherme Bonolo - Guitarra solo
- Nando Reis - Viola

## Versão Raimundos Acústico
Em 2018 uma nova versão de Selim foi lançada como o quinto e último single do álbum Raimundos Acústico (2017). Conta com a participação de Fred Castro, ex-baterista do grupo que fez parte da formação clássica da banda e da gravação original da canção. Essa nova roupagem acústica recebeu também um arranjo de cordas e piano. 

## Faixas e formatos
| Download digital |                             |                            |         |  |
| N.º              | Título                      | Compositor(es)             | Duração |  |
| 1.               | "Selim (feat. Fred Castro)" | Cristiano Telles Raimundos | 4:50    |  |

### Ficha técnica
- Digão - Voz e violão
- Canisso - Baixolão e vocal
- Marquim - Violão e vocal
- Fred Castro - Bateria
- Jorge Bittar - Piano
- Alexandre Brasolim - Violino
- Juliane Margens - Violino
- Samuel Pessatti e Péricles Gomes - Violoncelo
- Michele Passos - Arregimentação de cordas